# Каору Какинами
Каору Какинами (јап. 柿並 薫) бивша је јапанска фудбалерка.

## Репрезентација
За репрезентацију Јапана дебитовала је 1981. године. За тај тим одиграла је 4 утакмице.

## Статистика
| Јапан  | Јапан | Јапан |
| Год.   | Ута.  | Гол.  |
| ------ | ----- | ----- |
| 1981   | 1     | 0     |
| 1982   | 0     | 0     |
| 1983   | 0     | 0     |
| 1984   | 3     | 0     |
| Укупно | 4     | 0     |